# 孫成順
孫 成順（そん せいじゅん、1963年 - ）は中華人民共和国北京出身の料理人である。

## 人物
- 25歳の時に、中華料理の最高位である「特級厨師」の資格を取り、1990年に来日した。
- 東京青山の「虎萬元」料理長、中国名菜「龍坊（ロンファン）」の総料理長を経て、同店のオーナーシェフとなる。
- 2007年には「龍坊（ロンファン）」を現在の「孫」に改名した。
- NHKの情報番組『あさイチ』の「夢の3シェフ競演」（前番組『生活ほっとモーニング』からのコーナー）では中嶋貞治、落合務と出演している。
- 初めての本『本場の中国料理 ソース・たれ・醤の基礎技術教本』（旭屋出版）を出版した。
- 2015年5月より、連続テレビ小説『まれ』に中華料理店のシェフ・珍文棋役で出演。NHKのテレビ番組では『あさイチ』や『きょうの料理』への出演経験があるが、ドラマ出演は自身初。『あさイチ』内で有働由美子は、「普段はもっと日本語は流暢なのにわざと中国人っぽく話している」と番組内で演技の感想を述べた。